# زافيرانا إتنيا
زافيرانا إتنيا (بالإيطالية: Zafferana Etnea)‏ هي بلدة تقع في مقاطعة كاتانيا في صقلية في إيطاليا ويبلغ عدد سكانها 8648 نسمة .

## السكان
في سنة 1861 بلغ عدد السكان 3٬358 نسمة، وتطور العدد ليصل في سنة 2011 لـ 9٬249 نسمة.
يظهر هذا المخطط البياني تطور النمو السكاني لـ زافيرانا إتنيا

## أعلام
- روزاريو دي بيلا